# Hoľazne (Strážovské vrchy)
Hoľazne je vrchol v západní části Strážovských vrchů.  Dosahuje výšku 901,1 m n. m.  a je tak nejvyšším vrchem geomorfologického podcelku Trenčianská vrchovina. 

## Polohopis
Nachází se v geomorfologické části Holázne, v centrální oblasti Trenčínské vrchoviny.  Leží asi 1 km jihozápadně od obce Horná Poruba v Ilavském okrese.  Výrazný horský hřeben kulminuje vrchem Hoľazne, přibližně 1 km severně leží 841 m n. m. vysoká Jedľovina a asi 2 km západně 808 m n. m. vysoká Beňova skála. Západní svahy masivu odvodňuje Dubnický potok, jižní Teplička a východní Porubský potok, všechny ústící do Váhu. 

## Přístup
Na vrchol nevede značený chodník, nejlehčí přístup je proto z blízké obce Horná Poruba. Náročný terén se skalními útvary a zvláště ve východní části strmým stoupáním vyžaduje značnou kondici. Jižním úpatím vede  červeně značená trasa E8 a zároveň Cesta hrdinů SNP z Trenčína přes Trenčianské Teplice a sedlo pod Omšenskou Babou do Hornej Poruby a dále na Vápeč (955 m n. m.) a do Zliechova.